# بات باترسون
بات باترسون هو مصارع محترف وكاتب سيناريو كندي، ولد في 19 يناير 1941 في مونتريال في كندا وتوفى في 2 ديسمبر 2020 بمدينة ميامي بولاية فلوريدا الأمريكية.

## وصلات خارجية
- بات باترسون على موقع دبليو دبليو إي (الإنجليزية)
- بات باترسون على موقع WrestlingData.com (الإنجليزية)
- بات باترسون على موقع CageMatch worker (الإنجليزية)
- بات باترسون على موقع قاعدة بيانات المصارعة على الإنترنت (الإنجليزية)
- بات باترسون على موقع عالم المصارعة على الإنترنت (الإنجليزية)
- بات باترسون على موقع عالم المصارعة على الإنترنت (الإنجليزية)
- بات باترسون على موقع IMDb (الإنجليزية)
- بات باترسون على موقع قاعدة بيانات الفيلم (الإنجليزية)